# Uchta
Uchta (russisch Ухта, [uxˈta]; Komi Уква, wiss. Transliteration Ukva, auch Ukwa transkribiert) ist eine Stadt in der Republik Komi im Nordwesten Russlands, am Fluss Uchta. Sie hat 99.591 Einwohner (Stand 14. Oktober 2010).

## Klima

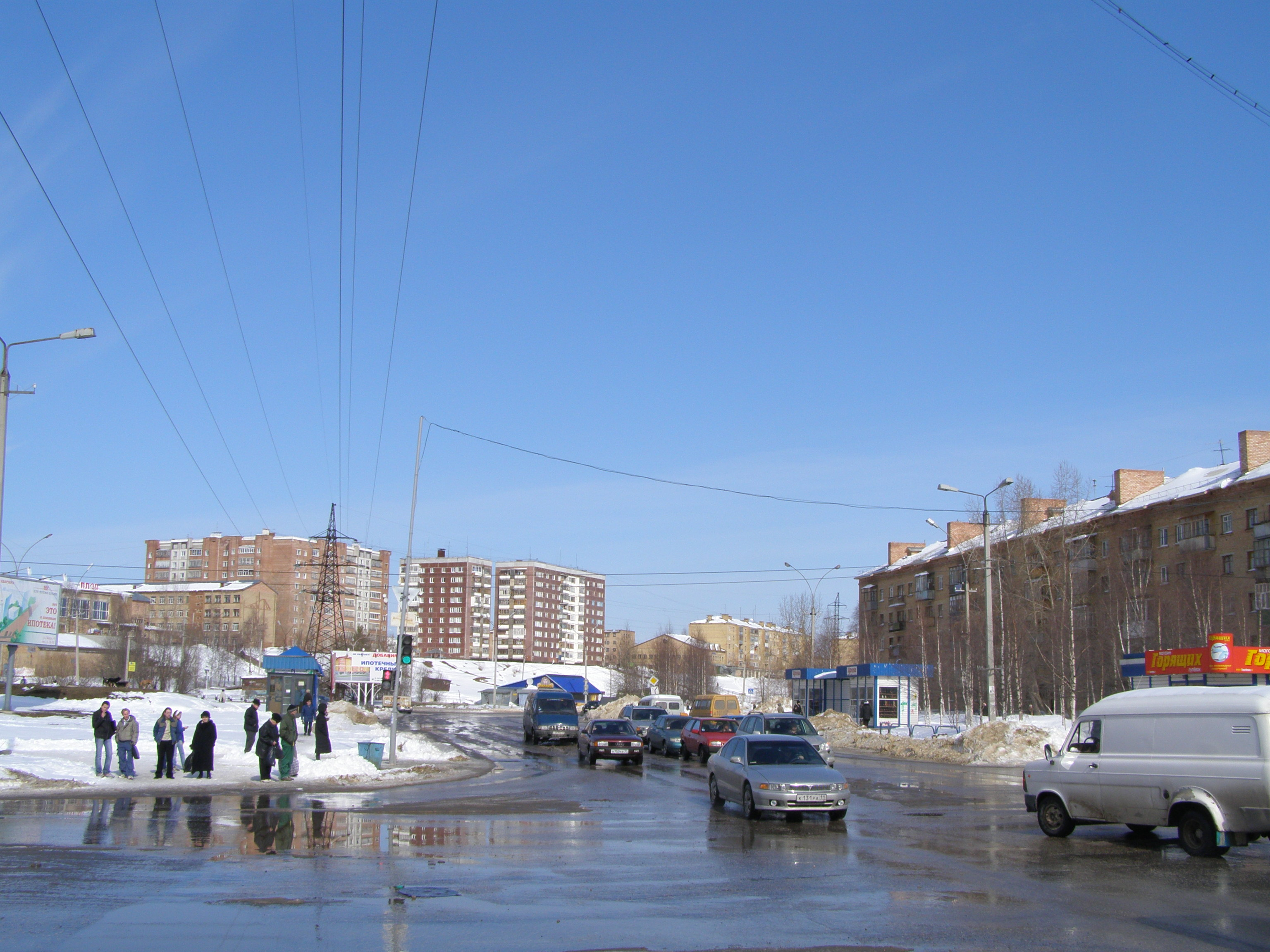
Straßenszene

Das Klima in der Stadtgegend ist kaltgemäßigt kontinental, mit humider Prägung. Die Temperaturen liegen im Januar bei durchschnittlich −17,5 °C, im Juli bei +15,3 °C. Der jährliche Niederschlag beträgt 700 mm.

## Geschichte
Entstanden ist die Stadt in den 1930er Jahren, im Zuge der Erschließung des rohstoffreichen Nordens. Gegründet am 21. August 1929 zunächst als eine kleine Ansiedlung namens Tschibju (Чибью), bekam es am 20. November 1943 den Status einer Stadt unter dem Namen Uchta (Ухта).
Das von Heeren verbannter Strafgefangener aufgebaute neue Uchta ist, ganz im Geschmack der damaligen und späteren Zeit, ein Konglomerat aus Wohnhäusern, durchmischt mit Büro- und Industriebauten, großzügigen Straßen und Plätzen. Später wurde die Stadt zunehmend zu einem Industriezentrum, in das man freiwillig übersiedelte, da im Norden bessere Löhne bezahlt wurden. Auch heute haben die Einwohner von Uchta, durch die boomende Öl- und Gasindustrie, relativ gute Löhne.

### Bevölkerungsentwicklung
| Jahr | Einwohner |
| ---- | --------- |
| 1939 | 2.669     |
| 1959 | 36.154    |
| 1970 | 62.923    |
| 1979 | 87.467    |
| 1989 | 110.548   |
| 2002 | 103.340   |
| 2010 | 99.591    |

Anmerkung: Volkszählungsdaten

## Wirtschaft
Uchta liegt in einer Region mit reichen Erdöl- und Erdgaslagerstätten. Die wichtigsten Wirtschaftszweige sind Erdöl-, Holz- und Metallverarbeitung sowie die Baustoffindustrie.

## Söhne und Töchter der Stadt
- Dmitri Alijew (* 1999), Eiskunstläufer
- Andrei Derschawin (* 1963), Sänger und Komponist
- Olga Fonda (* 1982), Schauspielerin und international tätiges Model
- Sergei Kapustin (1953–1995), Eishockeyspieler
- Arsen Pawlow (1983–2016), Söldner und Kriegsverbrecher
- Alexei Petrow (* 1983), Eishockeyspieler
- Walerija Porochowa (1940–2019), Hochschullehrerin und Koran-Übersetzerin
- Iwan Pronin (* 1947), Skilangläufer
- Julija Samoilowa (* 1989), Sängerin
- Alexander Suchorukow (* 1988), Schwimmer